# Festival Internacional de Cinema de Sant Sebastià 1990
La 38a edició del Festival Internacional de Cinema de Sant Sebastià va tenir lloc entre el 20 i el 29 de setembre de 1990. El Festival s'ha consolidat a la màxima categoria A (festival competitiu no especialitzat) de la FIAPF.

## Desenvolupament
Fou inaugurat el 20 de setembre de 1990 pel nou director Peio Aldazábal Bardají al costat del lehendakari José Antonio Ardanza amb la projecció d' El passarell, i hi acudiren Cyd Charisse, Matt Dillon, Matthew Broderick i August Coppola D'altra banda, a la pantalla gegant del Velòdrom d'Anoeta s'hi projectaran Apocalypse Now, Història d'amor, Lawrence d'Aràbia, Somriures i llàgrimes, Hello, Dolly! i La Bíblia. El dia 21 es van projectar Aventure de Catherine C. i Río Negro, que foren mal acollides per públic i crítica. El dia 22 La settimana della sfinge i Ach, Boris... al matí i Agenda oculta en sessió especial de la secció oficial, i Raspad, Bashu, gharibeye koochak i Killer of Sheep en la Zabategi; el 23 Nie im Leben i Rojo amanecer en la secció oficial i Innisfree a la Zabaltegi. El dia 24 Contra el viento i Bütün Kapılar Kapalıydı en la secció oficial, Im Glanze dieses Glückes i La gran festa de Zabaltegi, Verònica l (Una dona al meu jardí) de Nous Realitzadors i Santander, la ciudad en llamas de Lluís Marquina i Pichot a la retrospectiva "Volver a nacer". El dia 25 es projectaren Mort entre les flors, Ava & Gabriel i Motivsuche El 26 es projectaren Las cartas de Alou i Räpsy & Dolly eli Pariisi odottaa a la secció oficial, Santa Cruz, el cura guerrillero i Zeit der Rache a la de Nous Realitzadors i Small White House a la Zabaltegi. El dia 27 es van projectar Bakenbardi i Luba de la secció oficial, La puta del rei fora de concurs i Bright Angel de Zabaltegi, alhora que visita el festival Peter O'Toole. També es van projectar Pohjanmaa, Cry-Baby, La inútil muerte de mi socio Manolo i La otra ilusión. El dia 28 visitaren el festival Jane Russell, John Randolph i Jerry Lewis, es van projectar Historia niemoralna i Vreme čuda de la secció oficial, To Sleep with Anger i Tulitikkutehtaan tyttö de la Zabaltegi, i es va clausurar el festival amb Presumpte innocent. Finalment es van fer públics els premis, en ple desacord entre el jurat i l'organització del festival.

## Jurat oficial
- José Luis Borau
- Charles Burnett
- Axel Corti
- Román Chalbaud
- Ken Loach
- Nelson Pereira dos Santos
- Viktor Prokhorov

## Pel·lícules exhibides

### Secció oficial
- Ach, Boris... de Niki List[16]
- Ava & Gabriel de Felix de Rooy
- Bakenbardi de Iuri Mamin
- Bütün Kapılar Kapalıydı de Memduh Ün
- Contra el viento de Francisco Periñán Molina
- Agenda oculta de Ken Loach (fora de concurs)
- Historia niemoralna de Barbara Sass
- Aventure de Catherine C. de Pierre Beuchot
- La puta del rei d'Axel Corti (fora de concurs)
- La settimana della Sfinge de Daniele Luchetti
- Las cartas de Alou de Montxo Armendáriz
- Luba d'Alejandro Agresti
- Mort entre les flors de Joel Coen
- Motivsuche de Dietmar Hochmuth
- Nie im Leben de Helmut Berger
- Presumpte innocent d'Alan J. Pakula (fora de concurs)
- Räpsy & Dolly eli Pariisi odottaa de Matti Ijäs
- Río Negro d'Atahualpa Lichy
- Rojo amanecer de Jorge Fons
- El passarell d'Andrew Bergman (fora de concurs)
- Vreme čuda de Goran Paskaljević

### Zabaltegi (Zona oberta)
- Aab, baad, khaak d'Amir Naderi
- Arusi-ye Khuban de Mohsen Makhmalbaf
- Bashu, gharibeye koochak de Bahram Beyzai
- Bicycleran de Mohsen Makhmalbaf
- Chameleon Street de Wendell B. Harris Jr.
- Cry-Baby de John Waters
- Cuchillos de fuego de Román Chalbaud
- Davandeh d'Amir Naderi
- Def by Temptation de James Bond III
- Die Spitzen der Gesellschaft de Franz Novotny
- Drugstore Cowboy de Gus Van Sant
- El tiempo de Neville de Pedro Carvajal Urquijo i Javier Castro
- El somni de Hollywood de Robert Townsend
- La gran festa de Reginald Hudlin
- Im Glanze dieses Glückes de Johnn Feindt i Helga Reidemeister
- Innisfree de José Luis Guerín
- Killer of Sheep de Charles Burnett
- La inútil muerte de mi socio Manolo de Julio García Espinosa
- La leyenda de una máscara de José Buil
- Mo' Better Blues de Spike Lee
- Mujer transparente de Mario Crespo, Ana Rodríguez, Mayra Segura, Héctor Veitia i Mayra Vilasis
- Nar-o-nay de Saeed Ebrahimifar
- Obbligo di giocare de Daniele Cesarano
- Raspad de Mikhaïl Belikov
- Schalom, General d'Andreas Gruber
- Small Time de Norman Loftis
- Spur der Steine de Frank Beyer
- Bright Angel de Michael Fields
- To Sleep with Anger de Charles Burnett
- Tulitikkutehtaan tyttö d'Aki Kaurismäki
- Utoli moia petxali de Viktor Prokhorov
- Werther de Håkan Alexandersson
- Yo, la peor de todas de María Luisa Bemberg
- Zaseda de Živojin Pavlović

### Zabaltegi-Nous realitzadors
- Alligator Eyes de John Feldman
- Barcelona lament de Luis Aller
- Bumajnie glaza Prixvina de Valeri Ogorodnikov
- Después de la tormenta de Tristán Bauer
- End of the Night de Keith McNally
- Hush-a-Bye Baby de Margo Harkin
- Intimidad de Dana Rotberg
- Kamixovi rai d'Elena Tsiplakova
- La otra ilusión de Roque Zambrano
- Loraldia (El tiempo de las flores) d'Oscar Aizpeolea
- Ni con Dios ni con el diablo de Nilo Pereira del Mar
- Pohjanmaa de Pekka Parikka
- Santa Cruz, el cura guerrillero de Jose Maria Tuduri Esnal
- Small White House de Richard Newton
- Sweethearts de Colin Talbot
- Un week-end sur deux de Nicole Garcia
- Verònica l (Una dona al meu jardí) d'Octavi Martí i Antoni Padrós i Solanes
- Zeit der Rache d'Anton Peschke

### Retrospectives
Les retrospectives d'aquest any són dedicades al director franco-argentí Harry d'Abbadie d'Arrast i Volver a nacer, encarrega de mostrar el treball de diferents filmoteques del món en la seva recuperació de velles obres perdudes.

#### Harry d'Abbadie d'Arrast
- A Gentleman of Paris (1927)
- A Woman of Paris (1923)
- La quimera de l'or (1925)
- Laughter (1930)
- Raffles (1930)
- Topaze (1933)

#### Volver a nacer
- A Dança dos Paroxismos (1929) de Jorge Brum do Canto
- A vida o mort (1949) d'Emeric Pressburger i Michael Powell
- Au Bonheur des Dames (1930) de Julien Duvivier
- Boefje (1939) de Hans Detlef Sierck
- Castigo de Dios (1935) d'Hipòlit Negre Olaria
- Cenere (1916) de Febo Mari
- Der Eingebildete Kranke (1935) de Hans Detlef Sierck
- Das alte Gesetz (1923) d'E. A. Dupont
- Der fremde Vogel (1911) d'Urban Gad
- Der Mann ohne Kopf (1927) de Nunzio Malasomma
- Dornröschen (1917) de Paul Leni
- Duende y misterio del flamenco (1952) d'Edgar Neville
- Eine Fliegenjagd oder die Rache der Frau Schulze (1905) d'Eugen Skladanowsky
- Eine moderne Jungfrau von Orleans (1900) de Max Skladanowsky
- El president d'Euzkadi, hoste d'honor de Catalunya (1937) per Laya Films
- El último malón (1917) d'Alcides Greca
- Eusèbe député (1938) d'André Berthomieu
- Faust und Gretchen (1910) restaurat pel Deutsches Filminstitut
- Geheimnisse einer Seele (1926) de Georg Wilhelm Pabst
- Gordon Bennett Ballon-Wettfahrten Berlin 1908 (1908) restaurat pel Deutsches Filminstitut
- Hævnens Nat (1916) de Benjamin Christensen
- Hanneles Himmelfahrt (1922) d'Urban Gad
- The Hearts of Age (1934) d'Orson Welles
- Ihr Unteroffizier (1914) d'Alfred Halm
- Kaiser Wilhel II. Beim Besuch der Vulkan-Werft in Stettin (1897) restaurat pel Deutsches Filminstitut
- Kif Tebbi (1928) de Mario Camerini
- L'amazzone mascherata (1914) de Baldassarre Negroni
- La Venenosa (1928) de Roger Lion
- La Vie et la Passion de Jésus-Christ (1903) de Ferdinand Zecca
- Le Double Amour (1925) de Jean Epstein
- Os Lobos (1923) de Rino Lupo
- Præsidenten (1919) de Carl Theodor Dreyer
- Profanazione (1924) d'Eugenio Perego
- Quando il Po è dolce (1955) de Renzo Renzi
- Resurrectio (1931) d'Alessandro Blasetti
- Ruy Blas (1948) de Pierre Billon
- Sangue blu (1914) de Nino Oxilia
- Santander, la ciudad en llamas (1944) de Lluís Marquina i Pichot
- Coronel Blimp (1943) d'Emeric Pressburger i Michael Powell
- The Way of Lost Souls (1929) de Paul Czinner
- Unfug der Liebe (1928) de Robert Wiene
- Visages d'enfants (1925) de Jacques Feyder
- Weibliche Assentierung (1908) de Johann Schwarzer
- Wintergartenprogramm (1895) de Max Skladanowsky

## Palmarès
Els premis atorgats en aquesta edició foren:
- Conquilla d'Or a la millor pel·lícula: Las cartas de Alou de Montxo Armendáriz
- Premi Especial del Jurat: Rojo amanecer de Jorge Fons
- Conquilla de Plata al millor director: Joel Coen per Mort entre les flors
- Conquilla de Plata a la millor actriu: Margherita Buy, per La settimana della sfinge de Daniele Luchetti
- Conquilla de Plata al millor actor: Mulie Jarju, per Las cartas de Alou de Montxo Armendáriz
- Premi Kutxa per Nous Realitzadors (45.000 dòlars): 
  - Kamixovi rai d'Elena Tsiplakova 
  - Después de la tormenta de Tristán Bauer
- Premi FIPRESCI:[20]
  - Bakenbardi de Iuri Mamin 
  - Vreme čuda de Goran Paskaljević
- Premi CIT-UNESCO: Las cartas de Alou de Montxo Armendáriz
- Premi de la Federació Internacional de Cine-Clubs: End of the Night de Keith McNally
- Premi Especial de la Joventut: Alligator Eyes de John Feldman
- Premi Donostia: Claudette Colbert